# Transitiv i grønlandsk grammatik
Transitiv er noget verber kan være, og det betyder at der er et bestemt genstandsled. Genstandsleddet er et objekt, som er genstand for den nævnte handling (f.eks. 'asavakkit' jeg elsker dig, 'dig' er genstand for min kærlighed). Dette er i modsætning til intransitiv, som bruges når der ikke er et bestemt genstandsled.
 Der er for få eller ingen kildehenvisninger i denne artikel, hvilket er et problem. Du kan hjælpe ved at angive troværdige kilder til de påstande, som fremføres i artiklen.

| Sprog | Spire Denne artikel om sprog er en spire som bør udbygges. Du er velkommen til at hjælpe Wikipedia ved at udvide den. |